# Пограбування Мао (1535)
Пограбування Мао́ — пограбування в 1535 році флотом капудан-паші Османської імперії Хайр ад-Діном Барбароссою портового містечка Мао на острові Менорка (Балеарські острови).
Напад на Мао відбувся майже відразу після поразки Барбаросси від імператора Карла V в битві за Туніс і був певною мірою помстою та частковою компенсацією Барбаросси за цю поразку. Під час облоги нещодавно захопленого Барбароссою Туніса зібраним зі всієї Європи військом Карла V, Барбаросса втік з Тунісу і добрався до свого флоту, завчасно переведеного з Тунісу в порт Боне в Алжирі. На чолі цього флоту він здійснив напад на порт Мао на Болеарських островах, що входили до володінь Карла V.
У Мао не було гарнізону і знаходилось лише одна або дві гармати, до яких не було боєприпасів та пороху. В місті було всього 300 одиниць зброї і близько 1500 жителів, з яких лише 350 були придатні до військової служби. Столицею острова в той час була Сьюдадела, де розташовувався гарнізон. Барбаросса взяв значну здобич і 600—800 рабів, яких вивіз до Алжиру.

## Напад
У ніч на 1 вересня 1535 року військово-морський флот Османської імперії увійшов у порт Мао, замаскований під імперські кораблі Карла V, що поверталися після завоювання Тунісу. Монахи-францисканці Бартомеу Генестар і Франческ Колл прийшли зустріти кораблі, вважаючи, що це кораблі флоту Карла V. Зрозумівши, що це мусульманська флотилія, вони сповістили населення, яке зачинило стіни міста і почало готуватися до бою.
Після того, як Барбаросса висадив загін з 2500 чоловік і почав облогу міста, населення надіслало попередження про небезпеку губернатору Сьюдадели (тодішньої столиці Менорки), який негайно зібрав лицарів і сформував колону допомоги, яка швидко попрямувала до Мао, набираючи додаткове підкріплення по дорозі. 3 вересня колона з 300 чоловік зіткнулася з османським загоном, який, маючи значну перевагу у кількісті, розбив іспанців, убивши губернатора та 100 його лицарів.
Поразка допоміжних сил на чолі з губернатором підірвала моральний дух обложених в місті і коли Барбароссі вдалось за допомогою артилерії частково зруйнувати міські мури, очільники Мао зв'язалися з ним, щоб обговорити умови капітуляції. Увечері 4 вересня вони погодилися на капітуляцію міста з умовою, що при пограбуванні міста не буде завдана шкода керівникам міста та їхнім будинкам. Наступна ніч була пекельною для Мао: до загибелі францисканців та інших цивільних осіб додались зґвалтування, пожежі, розграбування. Османи захопили в Мао в полон 600 містян, про долю яких більше ніхто не чув. Тим часом керівники міста сховалися в Бінімаймуті.

## Наслідки

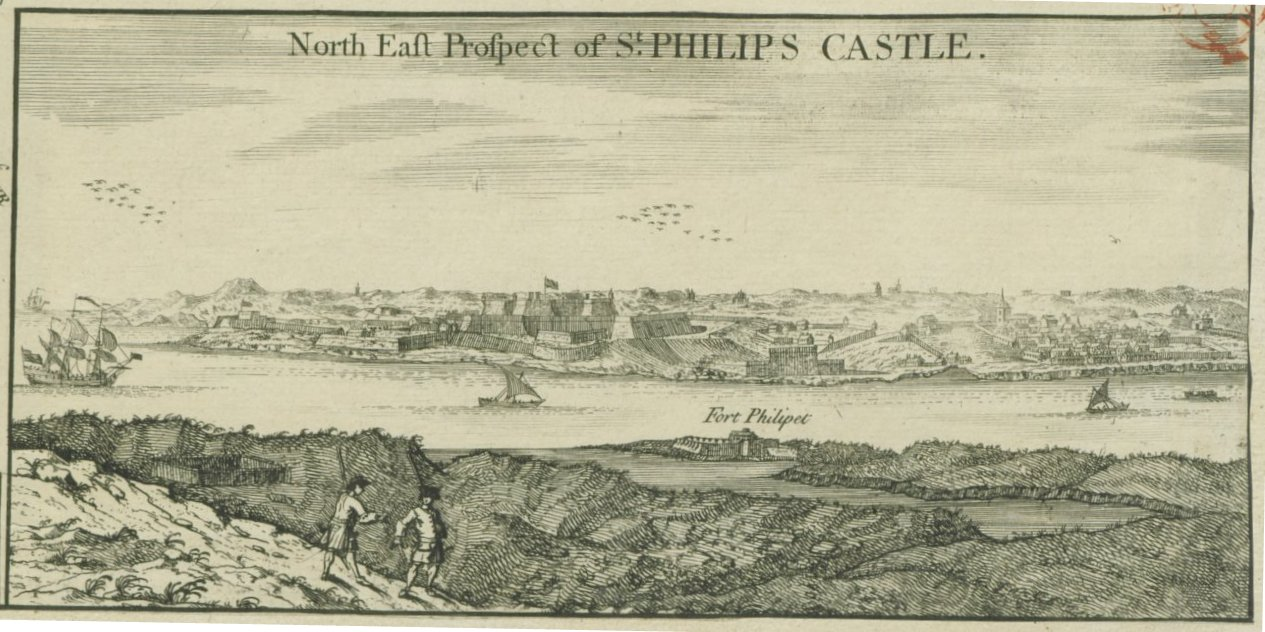
Вид на форт Сан-Філіпе в Мао (1746)

Керівники, які здали місто, були заарештовані 8 вересня за наказом Ейхімена Переса де Фігероли, віце-короля Майорки. Того ж дня розпочався судовий процес, який тривав більше року, і 24 жовтня 1536 п'ятьох головних обвинувачених було страчено на площі Борн у Сьюдаделі.
Атака спонукала іспанців звести в Мао замок Святого Філіпа, будівництво якого розпочався в 1554 році та розмістити в ньому гарнізон професійних солдатів.